# Пајн Флат (Калифорнија)
Пајн Флат (енгл. Pine Flat) насељено је место без административног статуса у америчкој савезној држави Калифорнија.

## Демографија
По попису из 2010. године број становника је 166.
| Група             | 2000.    | 2010.       |
| Белци             | 0 (0,0%) | 148 (89,2%) |
| Афроамериканци    | 0 (0,0%) | 0 (0,0%)    |
| Азијати           | 0 (0,0%) | 3 (1,8%)    |
| Хиспаноамериканци | 0 (0,0%) | 11 (6,6%)   |
| Укупно            | 0        | 166         |